# Venus in Furs (The-Velvet-Underground-Lied)
Venus in Furs ist ein Song der US-Rockband The Velvet Underground, der 1967 auf ihrem Debütalbum The Velvet Underground & Nico erschienen ist. Das in der Erstveröffentlichung 5:12 Minuten lange Stück wurde von Frontman Lou Reed geschrieben und von Andy Warhol produziert.
Inspiriert durch die gleichnamige Novelle Venus im Pelz von Leopold von Sacher-Masoch, enthält das Lied zahlreiche Anspielungen auf sexuelle Themen, die sich vornehmlich der intensiven Darstellung des Lustgewinns durch Auspeitschen und Unterwerfung (BDSM) annehmen.

## Musik und Konzeption
Neben Heroin und I'm Waiting for the Man war Venus in Furs einer der Songs, die im Mai 1966 in den TTG Studios in Hollywood (Los Angeles) aufgenommen und auf dem MGM-Sublabel Verve veröffentlicht wurden. Der Song hatte bereits Vorgängerversionen aus den beiden Jahren zuvor.
Venus in Furs gehört zu den experimentellen Stücken der Bandgeschichte. Lou Reed präsentiert hier zum wiederholten Mal seine Eigenheit, alle Saiten seiner Gitarre gleich zu stimmen, womit er ein Bordun erzeugt, mit dem er die E-Bratsche von John Cale begleitet. Diese, nach einem Song von Reed Ostrich guitar (trivial tuning) genannte Methode der Erzeugung eines Klangteppichs mittels eines unveränderten Grundtons (wenngleich in verschiedenen Oktaven), hatte Reed bereits entwickelt, bevor er John Cale kennengelernt hatte. John Cale seinerseits bedient seine Bratsche betont dissonant, wodurch eine kakophonische Gestaltung ermöglicht wurde. Die Hintergrund-Perkussion besorgt Maureen Tucker, die in einem langsamen Tempo neben dem Tamburin die Große Trommel schlägt.
In seinem Essay Venus in Furs by the Velvet Underground schrieb Erich Kuersten:

„There is no intro or buildup to the song; the track starts as if you opened a door to a decadent Marrakesh S&M/opium den, a blast of air-conditioned Middle Eastern menace with a plodding beat that’s the missing link between 'Bolero' and Led Zeppelin’s version of 'When the Levee Breaks'.“

„Es gibt kein Intro, keinen Aufbau des Songs; das Stück fängt an, als ob man die Tür zu einer dekadenten Sado-Maso-Opiumhöhle in Marrakesch aufgemacht hätte, eine Explosion einer klimaanlagengekühlten, mittelöstlichen Bedrohung mit einem stampfenden Beat, der das Missing Link zwischen dem Bolero und Led Zeppelins Version von When the Levee Breaks darstellt.“

## Personelle Besetzung
- Lou Reed – Gitarre, Drone, Lead-Gesang
- John Cale – E-Viola
- Sterling Morrison – E-Bass
- Maureen Tucker – Schlagzeug, Perkussion

## Frühversionen

### Ludlow Street Loft, 1965
Venus in Furs wurde, wie mehrere weitere Titel (etwa Heroin), von Lou Reed zusammen mit John Cale und Sterling Morrison in deren gemeinsamen Loftwohnung in der Ludlow Street 56 im Juli 1965 aufgenommen. Die Ursprungsversion hatte wenig mit dem späteren Plattentitel gemein und erinnert weit eher an ein gitarrenbegleitetes, sehr ruhiges Folkstück. Diese Version ist, gesungen von John Cale, auf dem Kompilationsalbum Peel Slowly and See enthalten. Der Rolling Stone kommentierte: „stark, Olde English-style folk lament.“

### Scepter Studios, 1966
Eine weitere Version entstand im April 1966 auf dem Scepter-Label in New York. Diese Version wird in einem zügigeren Tempo gespielt und die Textpassagen weichen geringfügig von der endgültigen Fassung ab.

### 45th Anniversary Edition
Zum 45. Jubiläum des Albums erschienen im Oktober 2012 mehrere erneut remasterte Neuauflagen des Albums als 6-CD-Box. Darauf wird eine Version von Venus in Furs dargeboten, die stärker auf der E-Viola Cales fokussiert. Als Zusatzmaterial beinhaltet die CD zudem eine Version des Songs aus dem Januar 1966, aufgenommen bei Proben in Andy Warhols Factory.

## Venus in Furs in Film, Fernsehen und Werbung
- 2012 spielte der US-amerikanische Rockmusiker und Regisseur Rob Zombie den Song im Film The Lords of Salem ein.[7]
- 2005 erschien der Song im Soundtrack des Films Last Days von Gus Van Sant.[8]
- 1991 erschien der Song im Soundtrack des Films The Doors (Partyszene von Andy Warhol) von Oliver Stone.
- RZA nutzt in seinem Song Fatal Auszüge aus dem Song.
- Der Song wird in der britischen Fernsehserie Being Human verwendet, Staffel 2, Episode 5.
- Der italo-amerikanische Schriftsteller Piero Heliczer sorgte mit seinem Film Venus in Furs für die Namensgebung des Stücks.[9]
- 1993 wurde der Song für die britische Bewerbung von Dunlop-Reifen verwendet (produziert von Tony Kaye in Zusammenarbeit mit dem Werbenetzwerk Abbott Mead Vickers BBDO).[10]
- 1998 wurde die Begleitband der Hauptfigur Maxwell Demon im Film Velvet Goldmine nach dem Lied benannt.

## Cover-Versionen
Coverversionen des Songs existieren von Paul Gardiner, Andrew Bird, Niagara, Melvins, Paul Roland, The Ukrainians, Christian Death, The Smashing Pumpkins, Rosetta Stone, Miłość, Psychopomps, Bettie Serveert, The Creatures, Dave Navarro, Hugh Cornwell, Berry Sakharof, Monster Magnet, DeVotchKa, Chuck Dukowski, Ordo Rosarius Equilibrio, Beck, Broken Records, Sendelica, Femme Schmidt (2011) und Krieg.